# SLAMF1
Le SLAMF1 (pour « Signaling lymphocytic activation molecule family 1 ») ou CD150 est une protéine appartenant à la famille des SLAMs. Son gène est SLAMF1 situé sur le chromosome 1 humain.

## Rôles
Comme les autres protéines SLAM, il joue un rôle de transduction de signal dans l'immunité.

## En médecine
Sa présence est un facteur de bon pronostic en cas de leucémie lymphoïde chronique, son absence favorisant l'autophagie. 